# Margot Walter
Margot Luise Pelina Walter, auch Margot Walter-Landa (* 4. Oktober 1903 in Potsdam, Deutschland; † 26. April 1994 in London-Camden, Großbritannien), war eine deutsche Schauspielerin.

## Leben und Wirken
Die gebürtige Potsdamerin erhielt ihr erstes Festengagement 1923 vom Hamburger Stadttheater. Nach einer Spielzeit am Thalia Theater der Hansestadt ging Margot Walter 1925 nach Berlin, um einer Verpflichtung an das Deutsche Künstler-Theater (so genannte Saltenburg-Bühnen) nachzukommen. Ihr Fach wurde das der jugendlichen Liebhaberin und Soubrette.
Im Jahr darauf entdeckte Reinhold Schünzel Margot Walter für den Film. Die Nachwuchskünstlerin spielte vorwiegend unbekümmerte, fröhliche Backfische in künstlerisch durchgehend unbedeutenden Lustspielen, Romanzen und Schwänken. Es handelte sich dabei um beim Publikum beliebte Unterhaltungsstoffe in der Umbruchsphase vom Stumm- zum Tonfilm, in denen sie Haupt- und tragende Nebenrollen erhielt.
Die Machtübernahme durch die Nationalsozialisten im Januar 1933 beendete schlagartig die Karriere der Schauspielerin. Margot Walter ließ sich in England nieder, wo sie bereits 1928 gefilmt hatte. Letztmals Beschäftigung vor der Kamera fand sie 1938 in einer britischen Produktion dank der Fürsprache des einst in Berlin als Schauspieler arbeitenden britischen Filmproduzenten Warwick Ward. Sie starb im Frühjahr 1994 im Londoner Distrikt Camden. Margot Landa wurde zwei Wochen später, am 10. Mai desselben Jahres, in London-Islington bestattet.
Margot Walter war von 1927 bis 1930 mit dem 30 Jahre älteren Stummfilmstar Max Landa verheiratet.
Eine andere, 1924 geborene Margot Walter arbeitete ausschließlich als Theaterschauspielerin (z. B. in den 1950er Jahren in Ingolstadt).

## Filmografie (Auswahl)
- 1926: In der Heimat, da gibt’s ein Wiedersehn!
- 1927: Die Bräutigame der Babette Bomberling
- 1927: Üb’ immer Treu’ und Redlichkeit
- 1928: Ledige Mütter
- 1928: Gefährdete Mädchen
- 1928: Ein Mädel mit Temperament
- 1928: Flitterwochen
- 1928: Lord Bluff (Ringing the Changes)
- 1929: Möblierte Zimmer
- 1929: Kennst du das kleine Haus am Michigan-See ? (Znáš onen malý domek u jezera ?)
- 1929: Das Mädchenschiff
- 1930: Der Greifer
- 1930: Bockbierfest
- 1930: 1000 Worte Deutsch
- 1931: Der wahre Jakob
- 1931: Der Geheimnis der roten Katze
- 1931: Schützenfest in Schilda
- 1931: Schön ist die Manöverzeit
- 1931: Der Herr Bürovorsteher
- 1931: Eine Nacht im Grandhotel
- 1931: Zu Befehl, Herr Unteroffizier
- 1932: Die Tänzerin von Sanssouci
- 1932: Spione im Savoy-Hotel
- 1932: Das Abenteuer der Thea Roland
- 1933: Zwei gute Kameraden
- 1938: Night Alone